# 明斯特应用技术大学
明斯特应用技术大学（德語：Fachhochschule Münster），是一所位于德国北莱茵-威斯特法伦州明斯特市的公立大学，属于德国最大的应用技术大学之一。

## 科系设置
- 建筑学系
- 土木工程系
- 化学工程系
- 设计系
- 电子与电气工程及计算机科学系
- 能源环保系
- 机械制造系
- 生态营养系
- 护理学系
- 物理技术系
- 社会学系
- 经济学系